# Prix Gémeaux de la meilleure réalisation pour une émission d'humour, de variétés ou un talk show
Le prix Gémeaux de la meilleure réalisation pour une émission d'humour, de variétés ou un talk show est une récompense télévisuelle remise par l'Académie canadienne du cinéma et de la télévision entre 1987 et 2010.

## Palmarès

### Meilleure réalisation pour une émission de variétés
- 1987 - Jacques Payette, Bye Bye 85
- 1988 - Jacques Payette, Bye Bye 86
- 1988 - Michel Poulette et Monique Turcotte, Grande liquidation des Fêtes Rock et Belles Oreilles
- 1989 - Jacques Payette, Le Cirque du Soleil: le cirque réinventé
- 1990 - Bernard Picard, Les ballets Kirov de Léningrad
- 1991 - Pierre Gagnon, Pierre Séguin, Jean-Jacques Sheitoyan, Métropolis
- 1992 - Pierre Duceppe, Micheline Guertin, Monique Miguet, Mario Rouleau, Beau et chaud
- 1993 - Renaud Le Van Kim, Jean-Jacques Sheitoyan, Mark Soulard, Roch Voisine, l’émotion
- 1994 - André Saint-Pierre, Pingouin sur Seine
- 1995 - Clodine Galipeau, Michel Rivard, format familial
- 1996 - Pierre Brochu, Ginette Reno
- 1997 - Pierre Brochu, Les Enfants d’un siècle fou
- 1998 - Jean Lamoureux, «Let’s talk about love» avec Céline Dion
- 1999 - Clodine Galipeau, Zachary Richard et Michel Rivard : un air de Louisiane
- 2000 - Mario Rouleau, Le Plaisir croît avec l’usage
- 2001 - Mario Rouleau, Le Plaisir croît avec l’usage
- 2002 - Marie Brissette et Claude Fafard, Le grand blond avec un show sournois
- 2005 - Mario Rouleau, Archambault centre-ville, écoute...le monde change de peau
- 2006 - Doüm, Yan Brunet, Marc Carbonneau, Sébastien Robineau, Yannick Savard - Donnez au suivant « Épisode 8 »
- 2007 - Jocelyn Barnabé, La symphonie éclatée : bienvenue maestro!
- 2008 - Jocelyn Barnabé, Kent Nagano Symphonicité
- 2009 - Mario Rouleau, Le match des étoiles « Épisode 89 »
- 2010 - Pierre Boileau, Mario Rouleau, Spectacle de la fête nationale du Québec dans la capitale

### Meilleure réalisation pour une émission de variétés ou un talk show
- 2003 - Mario Rouleau, Le plaisir croît avec l’usage
- 2004 - Alain Chicoine et Sylvie Rémillard, Belle et bum

### Meilleure réalisation pour une émission d'humour
- 2003 - Philippe Desrosiers, Jean-René Dufort, Sacha Laliberté, Stéphane Lapointe, Infoman
- 2004 - Philippe Desrosiers, Jean-René Dufort, Stéphane Laporte, Infoman